# Al-Nasr (Omán)
Al-Nasr je ománský multi-sportovní klub se sídlem ve městě Salála, které leží na jihu země v guvernorátu Dafár. Vedle fotbalu klub provozuje i další sportovní odvětví jako jsou atletika, basketbal, pozemní hokej, stolní tenis, volejbal a další. Na svém kontě má řadu úspěchů. Název al-Nasr znamená Vítězství.
Dříve za tento klub chytal brankář Ali Al-Habsi.